# (3526) Jeffbell
(3526) Jeffbell est un astéroïde de la ceinture principale.

## Description
(3526) Jeffbell est un astéroïde de la ceinture principale. Il fut découvert le 5 février 1984 à la station Anderson Mesa par Edward L. G. Bowell. Il présente une orbite caractérisée par un demi-grand axe de 2,79 UA, une excentricité de 0,09 et une inclinaison de 8,5° par rapport à l'écliptique.

## Compléments